# 374 Burgundija
374 Burgundija (mednarodno ime je tudi 377 Burgundia) je asteroid tipa S (po Tholenu in po SMASS) v asteroidnem pasu. 

## Odkritje
Asteroid je odkril francoski astronom Auguste Charlois ( 1864 – 1910) 18. septembra 1893 v Nici. Imenuje se po Burgundiji, pokrajini v Franciji.

## Lastnosti
Asteroid Burgundija obkroži Sonce v 4,6 letih. Njegova tirnica ima izsrednost 0,08, nagnjena pa je za 8,986° proti ekliptiki. Njegov premer je okoli 44,67 .